# Die Leythe

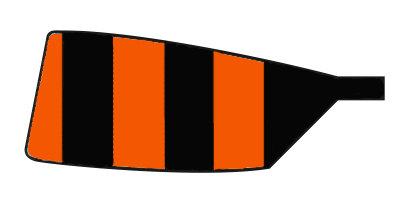
Het blad. Verticale banen zwart en donkeroranje

De Leidsche Roei- & Zeilvereeniging Die Leythe is een burgerroeivereniging uit de Nederlandse stad Leiden. Die Leythe is opgericht op 13 februari 1914 en genoemd naar een riviertje waaraan in de oudheid een dorpje van die naam lag, waaruit later de stad Leiden is gegroeid. De vereniging ligt gescheiden naast studentenroeivereniging Njord, maar over en weer is er samenwerking. Die Leythe heeft 600 leden, waaronder actieve jeugd en enkele oud-olympische roeiers.

## Geschiedenis[1]

### Oprichting
Die Leythe is opgericht op 13 februari 1914, tijdens een vergadering in de bovenzaal van het etablissement ‘De Vergulde Turk’. Het aanvangskapitaal van de vereniging, bijeengebracht door 92 personen, bestond uit 124 aandelen van ƒ 25,- zijnde ƒ 3.100,-. Als plaats voor de botenloods had men het oog laten vallen op een perceel aan de Morsweg, toen nog gemeente Oegstgeest. Op deze plek was eerder de zweminrichting ‘Rhynzight’ gevestigd geweest, maar in 1906 was het water te vervuild bevonden om voor het zwemmen dienst te doen. Het mogelijke nadeel van een plek zo dicht bij Njord werd ontzenuwd door te stellen: ‘Het heeft een voordeel dicht bij Njord te zijn, het prikkelt de ijverzucht en men komt er lichter toe gemeenschappelijke sportfeesten te organiseren.’ Vier weken later kwam ‘een groot aantal personen waaronder ook verscheidene dames’ opnieuw bijeen om het een en ander definitief te regelen.

### De eerste jaren
In de eerste jaren na de oprichting was er sprake van een gestage groei van ledental, vloot en wedstrijdsuccessen. In 1926 behaalden H.S. de Vries en J.H.A.P Lange van der Valk met hun stuurman Tjong Nan Njang voor het eerst namens Die Leythe een Nederlands kampioenschap. Later in dat jaar wisten ze op het Europees kampioenschap te Luzern de bronzen medaille te veroveren. Eind 1933 waren er nog slechts 91 leden over. Uiteindelijk kwam het in 1935 tot een crisis, waarbij voorzitter, secretaris, penningmeester en eerste commissaris bedankten als bestuurslid en als lid van de vereniging.

### Na de Tweede Wereldoorlog
Een van de meest succesvolle ploegen die Die Leythe heeft voortgebracht is de damesvier met E. Lafeber, A. de Mey, M. van Lith en B. Vochteloo, gecoacht door bootsman Jan Leering. Zij werden Nederlands kampioen in 1953, 1954 en 1955 en wonnen in 1953 het officieuze eerste Europees kampioenschap voor dames in Kopenhagen. In 1969 deed het jeugdroeien op Die Leythe zijn intrede, waaraan de naam van Julia Bronsgeest is verbonden. Die Leythe werd een voorbeeld voor andere verenigingen en nog steeds speelt Die Leythe qua jeugdroeien een vooraanstaande rol, waar, en dat is vrijwel uniek, kinderen al in het jaar dat zij negen worden, kunnen beginnen met roeien. Bij de meeste verenigingen is dat twee jaar later.
Na jaren van plannen maken, maakte in 1977 de loods van aannemer Van der Voet uit 1914 plaats voor een nieuwe botenloods. In 1966 waren al een werkplaats annex sociëteit in gebruik genomen, op de plek waar de ‘kleine loods’ had gestaan. Ook het wedstrijdroeien floreerde op Die Leythe. Een van de hoogtepunten was het goud bij de Olympische Spelen in 1988 voor Leythelid Ronald Florijn en Nico Rienks (De Zwolsche) in de dubbeltwee, onder leiding van de van Die Leythe afkomstige bondscoach Jan Klerks. In 1996 maakte Ronald Florijn deel uit van de Holland Acht, goed voor goud. In 2000 stond Eeke van Nes, eerder lid van Laga, maar nu van Die Leythe, op het Olympisch erepodium.

## Evenementen
Die Leythe is (mede-)organisator van een aantal jaarlijke roeievenementen met een wedstrijdkarakter:
- Korte Vliet wedstrijden[2]
- Katwijk Coastal
- Galgewater Jeugdwedstrijden

## Bekende (oud-)leden
- Ronald Florijn
- Rutger Arisz
- Eeke van Nes
- Femke Dekker
- Rob Robbers
- Gijs Vermeulen
- Nicole Beukers
- Karolien Florijn
- Finn Florijn
- Gert-Jan van Doorn